# Protestas en Grecia de 2021
Las protestas en Grecia de 2021 estallaron en respuesta a un proyecto de ley del gobierno que permitiría la presencia policial en los campus universitarios por primera vez en décadas, por lo que los grupos de oposición acusaron al gobierno de aprovechar el confinamiento por la COVID-19 para imponer cada vez más medidas autoritarias. Las protestas se intensificaron en respuesta a la huelga de hambre del preso Dimitris Koufontinas, exmiembro de la organización terrorista 17N, que había iniciado la huelga en diciembre, exigiendo su traslado a una prisión diferente después de haber sido reubicado por la fuerza en un centro de máxima seguridad en Grecia central, así como cuestiones relacionadas con la brutalidad policial y específicamente la policía de motocicletas DELTA Force.
El primer ministro condenó a los partidos de la oposición por haber "aprovechado la fatiga del encierro", a la que culpó de las frecuentes manifestaciones.

## Eventos

### Febrero
El 4 de febrero, estudiantes y profesores universitarios salieron a las calles para protestar contra un proyecto de ley de reforma educativa que permitiría una presencia policial renovada en los campus universitarios. 5000 manifestantes protestaron en Atenas, mientras que otros 1000 se manifestaron en Salónica. En desafío a la prohibición de reuniones públicas impuesta por el cierre, los estudiantes organizaron protestas semanales para continuar contra el nuevo proyecto de ley.
El 10 de febrero, fecha de un debate programado sobre el proyecto de ley de reforma educativa, estallaron enfrentamientos con la policía en Atenas y Salónica, durante los cuales la policía utilizó gas lacrimógeno para dispersar las protestas y los manifestantes arrojaron botellas, piedras y cócteles molotov a la policía.
El 22 de febrero, los manifestantes ocuparon el edificio del director en la Universidad Aristóteles de Salónica y, cuando la policía intentó sacarlos, estallaron enfrentamientos. Esto condujo al arresto de 31 personas y a la imposición de multas de 300€ a 32 manifestantes, por violar los términos del cierre del país. Posteriormente, más de 5000 personas se reunieron frente a un tribunal en Salónica para protestar en apoyo de los arrestados.
El 23 de febrero, la gente esparció folletos fuera de la mansión presidencial de Katerina Sakellaropoulou, para protestar en apoyo de Dimitris Koufontinas.
El 24 de febrero, la policía dispersó una manifestación de solidaridad de Koufontinas en Atenas con gas lacrimógeno, granadas paralizantes y un cañón de agua.

### Marzo
El 1 de marzo, el gobierno griego rechazó la solicitud de traslado de Koufontinas a la prisión de Korydallos. En este punto, la salud de Koufontinas se había deteriorado gravemente debido a los efectos de su huelga de hambre. Miles de personas realizaron protestas pacíficas en Atenas y Salónica tras la decisión del gobierno.
El 7 de marzo, la policía de Atenas informó que cuando una patrulla policial entró en Nea Smirni para investigar informes de violaciones del encierro, fueron atacadas posteriormente por un grupo de 30 personas, hiriendo a 2 agentes y provocando la detención de 11 personas. Sin embargo, surgieron videos del evento, que mostraban a manifestantes pacíficos siendo arrojados al suelo por la policía y atacados con porras. Cuatro horas después, más de 500 personas se reunieron para protestar por el incidente y fueron dispersadas violentamente con gas lacrimógeno y granadas paralizantes. Pavlos Christidis del Movimiento por el Cambio denunció el incidente y afirmó que “no fue un accidente. El gobierno y Mitsotakis querían esto".
El 9 de marzo, 5000 personas se reunieron frente a la comisaría de Nea Smirni para protestar contra la brutalidad policial, durante la cual jóvenes manifestantes arrojaron piedras y cócteles molotov a la policía. La policía respondió con cañones de agua, gases lacrimógenos y granadas paralizantes, pero durante los enfrentamientos, un oficial de policía resultó gravemente herido por los manifestantes. Jóvenes manifestantes atacaron una comisaría de policía de Atenas con cócteles molotov e hirieron gravemente a un agente de policía. En total, 10 personas fueron arrestadas bajo sospecha de participar en los disturbios, que fueron condenados tanto por el gobierno como por los partidos de oposición. El primer ministro dio un discurso televisado en respuesta, durante el cual dijo: “La rabia ciega no lleva a ninguna parte. Debería servir como una llamada de atención de que la vida de un joven policía estaba en peligro. En este punto, todos deben mostrar moderación y calma".
El 11 de marzo, después de que la policía pusiera fin a la ocupación de la Universidad de Tesalónica, 8000 personas protestaron contra la represión policial. Los manifestantes se enfrentaron con la policía, durante los cuales se intercambiaron bombas incendiarias y gases lacrimógenos, y varias personas fueron arrestadas.
El 14 de marzo, Dimitris Koufontinas puso fin a su huelga de hambre después de 66 días, ya que le había provocado insuficiencia renal. Agradeció a quienes habían protestado en solidaridad con él en su “lucha contra un sistema de poder inhumano”.